# Плавець (анатомія)

Анатомія риби на прикладі Lampanyctodes hectoris:
1) Зяброві кришки
2) Бічна лінія
3) Спинний плавець
4) Жировий плавець
5) Хвостове стебло
6) Хвостовий плавець
7) Анальний плавець
8) Фотофори
9) Черевні плавці
10) Грудні плавці

Плавець (лат. pterigium, pinna; у множині pterigiae, pinnae) — орган руху або регуляції положення тіла водних тварин. Серед безхребетних плавці є в пелагічних форм деяких молюсків (видозмінена нога або складка шкіри), щетинкощелепних. У безчерепних і личинок риб непарний плавець утворений складкою, що йде уздовж спини і загинається на черевну сторону. У дорослих риб зі складки формуються окремі плавці. Вважається, що у філогенезі непарні плавці розвинулися з безперервної шкірної складки. Кістяк плавця утворюють хрящові або кісткові промені (радіалії), які підтримують промені шкірної лопаті плавця — еластотрихії, тонкі еластоїдинові нитки (у хрящових) або кісткові промені — лепідотрихії (у променеперих риб). Радіалії укріплені на остистих і гемальних відростках хребців.
Парні плавці (грудні і черевні) розвинуті в риб. У хрящових риб вони горизонтальні, слугують тримальними поверхнями та рулями глибини; у більшості вищих риб розташовуються в більш-менш вертикальній площині і слугують рулями поворотів, в деяких придонних риб (багатопері, кистепері, дводишні) мають м'ясисту підставу і слугують органами опори. Рідко парні плавці використовуються як органи активного плавання (скати), пересування по дну (тригли), по поверхні суші. Мулисті стрибуни, наприклад, за допомогою грудних плавців можуть підніматися на дерева, летючі риби — планерувати в повітрі. Парні плавці вторинноводних тварин зазвичай називаються ластами.

## Хвостовий плавець

Види хвостових плавців:
A) Гетероцеркальний
B) Протоцеркальний
C) Гомоцеркальний
D) Дифіцеркальний

Форма хвостового плавця тісно пов'язана з типом пересування. Розрізняють такі типи хвостових плавців:
- первинносиметричний (протоцеркальний) — є тільки в личинок риб;
- асиметричний або різнолопатевий (гетероцеркальний) — плавець зі збільшеної верхньою лопаттю, в яку продовжується хвостовий відділ хребта. Характерний для хрящових і осетрових риб;
- вторинносиметричний (гомоцеркальний) — у більшості кісткових риб;
- вториннонесиметричний (дифіцеркальний) — у дводишних, багатоперових.

Розвитку плавців останніх двох типів сприяла поява у вищих риб плавального міхура.
Непарні плавці, позбавлені кістяка, є в личинок земноводних, у дорослих хвостатих земноводних і деяких інших вторинноводних тварин. В іхтіозаврів форма хвостового плавця обернено-гетероцеркальна (кінець хребта відгинається вниз у збільшену нижню лопасть плавця), що пов'язано з пірнанням. У китоподібних і сирен хвостові плавці рівнолопатеві (симетричні), але розташовані в горизонтальній площині, тому що при поверненні у воду тварини зберегли властиву всім ссавцям здатність згинати при русі тулуб у вертикальній площині.